# Rainui Aroita
Rainui Aroita, né le 25 janvier 1994, est un footballeur international tahitien, évoluant au poste de défenseur au sein du club de l'AS Manu-Ura depuis 2015.

## Carrière
Rainui Aroita a joué dans sa carrière dans deux clubs, à savoir l'AS Tamarii
et l'AS Manu-Ura. Il est mis à l'essai avec le club brésilien de l'America FC, un club que les Toa Aito ont affronté quelques jours avant. 
Il devient entre 2013 et 2024 international tahitien à quatre reprises et participe à la Coupe des Confédérations 2013. Néanmoins, il est l'un des deux joueurs avec Tamatoa Wagemann à ne pas avoir joué durant le tournoi mais voit l'élimination des Toa Aito au premier tour. 
Il participe ensuite à la Coupe d'Océanie de football 2016 puis à l'édition 2024.